# 舊普里盧卡
49°23′34″N 28°43′5″E / 49.39278°N 28.71806°E
舊普里盧卡（烏克蘭語：Стара Прилука）是位於烏克蘭西南部文尼察州裏文尼察區的村莊，始建於1146年，面積4.48平方公里，海拔高度260米，2001年人口1,575，人口密度每平方公里351.56人。